# Angiolello da Carignano
Angiolello da Carignano (XIII secolo) è stato un politico italiano.

## Biografia
Personaggio storico di Fano, è citato da Dante Alighieri nell'Inferno (XXVIII, 76-83) con Guido del Cassero:
a messer Guido e anco ad Angiolello,

che, se l'antiveder qui non è vano,

gittati saran fuor di lor vasello

e mazzerati presso a la Cattolica

per tradimento d'un tiranno fello.
Tra l'isola di Cipri e di Maiolica

non vide mai sì gran fallo Nettuno,

non da pirate, non da gente argolica.»
(Inferno XXVIII, 76-83)
Non si hanno notizie storiche su questi due personaggi.
Nel passo dantesco viene riferito, tramite le parole profetiche di Pier da Medicina, che essi, i migliori di Fano, devono badare a Malatestino I Malatesta, tiranno di Rimini, il quale li ucciderà tramite "mazzeratura" (annegamento in sacchi piombati) nei pressi di Cattolica dopo aver chiesto loro parlamento. Nel testo questo fattaccio viene definito tanto malvagio come non ne vide mai Nettuno tra Cipro e Maiorca (cioè nel Mediterraneo), né da parte dei pirati, né dei greci (argolici, proverbialmente crudeli).
La mancanza di una qualsiasi fonte d'archivio sull'accaduto ha fatto pensare ad alcuni commentatori addirittura che qui Piero volesse perpetrare il suo peccato di seminatore di discordie mettendo zizzania tra i due di Fano e il signore di Rimini, anche se la precisione del racconto dantesco ha più un sapore di rivelazione. Trattandosi di un fatto grave infatti può darsi che, come in altri casi (vedi Paolo e Francesca), la potenza dell'interessato abbia insabbiato qualsiasi menzione in documenti dell'epoca.